# Parlamentswahl in São Tomé und Príncipe 1991
Die Parlamentswahl in São Tomé und Príncipe 1991 fand am 20. Januar in dem westafrikanischen Inselstaat São Tomé und Príncipe statt. Sie war die erste freie Wahl für die Nationalversammlung des Landes. Im vorangegangenen Jahr 1990 erst war durch ein Referendum das Mehrparteiensystem eingeführt worden. Das Ergebnis war ein Sieg der Partei Partido de Convergência Democrática-Grupa de Reflexão („Partei der demokratischen Konvergenz - Gruppe der Reflexion“), die 33 der 55 Sitze errang, und eine Niederlage der ehemaligen Staatspartei Movimento de Libertação de São Tomé e Príncipe („Bewegung für die Befreiung von São Tomé und Príncipe/Sozialdemokratische Partei“). Die Wahlbeteiligung lag bei 76,7 %.

## Hintergrund
Hauptkontrahenten der Wahlen waren die beiden genannten Parteien Partido de Convergência Democrática-Grupa de Reflexão (PCD-GR) und Movimento de Libertação de São Tomé e Príncipe/Partido Social Democrata (MLSTP-PSD). Die PCD-GR war aus einem Zusammenschluss von MLSTP-Dissidenten, Unabhängigen und jungen Fachleuten entstanden. Unter den kleineren Parteien, die an der Wahl teilnahmen sind noch die FDC oder Frente Democrática Cristã („Christlich-Demokratische Front“) und die Coligação Democrática da Oposição (CODO, „Oppositionelle Demokratische Koalition“) zu nennen, die aus einem Zusammenschluss von drei oppositionellen Bewegungen, die bis dahin im überseeischen Exil aktiv waren, entstanden waren. 
Die Wahlen wurden von ausländischen Beobachtern als frei, transparent und fair eingestuft. Die Ursache für die Niederlage der MLSTP wurde allgemein in der wirtschaftlichen Lage des Landes gesehen. Eine Übergangsregierung unter Daniel Daio wurde im Februar installiert und die Durchführung von Präsidentschaftswahlen im März desselben Jahres beschlossen.

## Ergebnisse
| Partei                                                | Stimmen | %    | Sitze |
| ----------------------------------------------------- | ------- | ---- | ----- |
| Partido de Convergência Democrática-Grupa de Reflexão | 21,535  | 54.4 | 33    |
| Movimento de Libertação de São Tomé e Príncipe        | 12 090  | 30,5 | 21    |
| Coligação Democrática da Oposição                     | 2 071   | 5,0  | 1     |
| Frente Democrática Cristã                             | 591     | 1,5  | 0     |
| Andere                                                | 3 318   | 8,6  | 0     |
| total                                                 | 39 605  | 100  | 55    |